# 卡齊·倫杜普·多吉
卡齊·倫杜普·多吉·坎薩帕（Kazi Lhendup Dorji Khangsarpa，1904年10月11日—2007年7月28日），錫金王國及印度的政治家。1967年至1970年任錫金行政會議議員。1974年至1975年任錫金王國首相。錫金被印度吞併後，1975年至1979年任錫金邦首席部長。

## 生涯
倫杜普·多吉於1904年出生在錫金王國東錫金縣的帕克永。其出身的坎薩帕家族是一個布蒂亞血統的錫金貴族家族。六歲時進入隆德寺學習，其叔父Tshurfuk Lama Rabden Dorji之後成為該寺的首席喇嘛，而倫杜普·多吉則成為他的弟子。錫金國王錫東祖古南嘉訪問該寺時非常喜歡他，將他帶到了甘托克，安排他在一個藏族學校學習。16歲時回到隆德寺，接受了兩年嚴格的僧侶訓練。在完成訓練後，他接替喇嘛烏根·滕辛（Lama Ugen Tenzing）擔任隆德寺及其莊園的首席喇嘛。倫杜普·多吉在隆德寺擔任了八年的首席喇嘛，之後離開寺院，與他的兄弟、後來卡齊·帕格·策林 (Kazi Phag Tshering) 一起工作，後者在大吉嶺創建了青年佛教協會。兩兄弟在西錫金縣創辦了大量學校，並為推動一系列社會和其他改革發揮了重要作用。
1945年，多吉創立錫金全印度各邦人民大會，自任首任主席。其於1953年任錫金國家大會黨主席直至1958年。
1962年，他協助創立了錫金國民大會黨。錫金國民大會黨是由倫杜普·多吉創立的非宗派政黨。該黨以團結為主題的政治綱領，幫助錫金國民大會黨在錫金第三次大選中贏得了18個席位中的8個。第四次錫金大選後，他還擔任錫金行政會議議員。
1973年錫金大選，在南錫金縣出現選舉舞弊指控的情況下，錫金國民黨由於選舉制度的不平等而成為第一大黨，兩大反對黨錫金國民大會黨和錫金人民大會黨抵制了行政會議，開始依照「一人一票」原則進行新一輪選舉改革。1973年3月27日，錫金國王逮捕了錫金人民大會黨主席凱沙布·錢德拉·普拉丹。錫金國民大會黨和錫金人民大會黨成立了聯合行動委員會，進一步加劇了錫金的抗議活動。聯合行動委員會的三位最資深領導人卡齊·倫杜普·多吉、納哈庫爾·普拉丹和比姆·巴哈杜爾·古隆得到印度駐錫金政務官的庇護。5月8日，錫金國王、錫金各政黨和印度政府簽訂三方協議，該協議規定建立一個責任制政府，由印度政府任命的錫金行政會議監督。此後在1974年錫金大選中，在錫金國民大會黨取得壓倒性的勝利，倫杜普·多吉當選錫金首相。
多吉被認為是1975年錫金與印度合併的關鍵人物。該年的4月14日錫金舉行廢除君主制的公民投票之後，決定併入印度。他透過電報將公投結果告知印度方面，要求印度立刻做出決定。同年印度通過憲法修正案，承認錫金是印度的一個邦。錫金邦成立後，他擔任錫金第一任錫金邦首席部長，直至1979年卸任。
1970年代，錫金被印度吞併後，錫金國民大會黨與印度國大黨合併。多吉也成立了錫金委員會，以促進「社區和諧」。
2002年，多吉被印度政府授予蓮花賜勳章。2004年，被錫金邦政府授予錫金國寶勳章。2007年7月28日因心臟病，在西孟加拉邦噶倫堡的家中去世。